# Svatý Pionius
Svatý Pionius (umučen ve Smyrně 12. března 250), hlasatel křesťanské víry a mučedník.
Svatý Pionius byl křesťanským knězem v Lydii v městě Smyrna a byl znám svou literární činností na obranu křesťanské víry. O jeho původu není nic známo. Spolu s dalšími křesťany, z nichž jsou jmenováni Sabina, Dionysius a Aesclepius, byl uvězněn 23. února 250 na výročí umučení svatého Polykarpa. Vzhledem k tomu, že se město připravovalo na velký židovský svátek, hodlal prokonsul Quintilianus využít příležitosti, že se sejde velké množství lidí, k demonstrativnímu zřeknutí křesťanství všeobecně známé osobnosti. Pionius ani jeho druzi se však víry nezřekli a neučinili tak ani po mučení. Naopak ke shromážděnému davu přednesl Pionius řeč na obranu víry. Byl proto odsouzen k smrti a upálen. Stalo se tak 12. března 250.
Svátek svatého Pionia je v katolické církvi připadá na 1. února, ve východní církvi na 11. března.